# 분산 스펙트럼
분산 스펙트럼은 원거리 전기 통신과 무선 통신에서, 스펙트럼 대역 확산 기술은 특정한 대역폭에서 발생한 신호(예로, 전기, 전자기, 음향 신호)를 천천히 주파수 영역에 퍼져, 더 넓은 대역폭의 신호로 나타내는 방법이다. 이 기술들은 보안 통신, 자연적 전파 혼선 및 잡음과 전파 방해에 대한 저항성을 높이기 위해, 감지를 예방하기 위해, 그리고 전력속 밀도를 제한하기 위해(예로, 인공위성 하향 회선) 등 다양한 이유로 사용된다.

## 분산 스펙트럼 통신
스펙트럼 대역 확산 통신은 원거리 전기 통신 신호가 원래 신호의 주파수 성분보다 상당히 더 큰 대역폭으로 전송되는 것이다. 주파수 도약은 스펙트럼 대역 확산의 신호 전송에 사용되는 기본 조절 기술이다.
스펙트럼 대역 확산 통신은 다수의 접근이나 다수 기능에 사용될 수 있는 직접 시퀀스, 주파수 도약, 또는 이런 종류의 혼합물을 이용하는 신호 구조화 기술이다. 이 기술은 보안을 달성하며, 다른 수신자에 대한 잠재적인 간섭을 감소시킨다. 스펙트럼 대역 확산은 일반적으로 연속적인 잡음과 같은 신호 구조를 사용하여 상대적으로 광대역(라디오)인 주파수 밴드를 넘어 보통 협대역의 정보 신호로 확산한다. 수신자는 원래의 정보 신호를 복구하기 위해 수신된 신호를 연관한다. 보통 적의 통신을 혼선하기 위한 노력에 저항(간섭방지, AJ)하거나, 가끔식 저감청확률(LPI)라고 불리는, 심지어 통신이 일어나고 있었다는 사실을 감추기 위해서의 두 가지 동기가 있다.
주파수 도약 확산 스펙트럼 방식(FHSS), 직접 시퀀스 확산 스펙트럼(DSSS), 시간 도약 확산 스펙트럼(THSS), 처핑 확산 스펙트럼(CSS), 그리고 이 기술들의 혼합이 스펙트럼 대역 확산의 형태이다. FHSS와 DSSS는 할당된 대역폭을 가로지르는 신호의 확산되는 패턴을 감지하고 조작하기 위해 의사 난수 발생기(PRNG)를 사용해 만들어지는, 의사 난수열을 사용한다. 무선 표준 IEEE 802.11은 라디오 인터페이스에 FHSS이나 DSSS를 사용한다.
- 군사 통신 시스템에1940년대부터 알려졌고 사용된 기술들이며, 1950년대부터 최소 요구사항보다 더 높은 몇몇 광대역 규모를 넘어선 “확산” 라디오 신호이다. 스펙트럼 대역 확산의 핵심 원칙은 잡음 같은 반송파를 사용하는 것과, 이름이 암시하든, 같은 통신 속도에 지점 대 지점 간 통신에 요구되는 것보다 활씬 더 넓은 대역폭이다.
- 전파 혼선(간섭)에 저항한다.. FH(주파수 도약)이 펄스 저항에 더 나은 반면, DS(직접 시퀀스)는 연속 시간의 협대역 전파 혼선에 저항하는데 강하다. DS 시스템에서, 자주 그 효과가 배경 잡음보다 훨씬 강하지는 않음에도, 협대역 전파 혼선은 혼선력의 양이 신호 대역폭 전체에 퍼져 있을 때 만큼 많이, 감지 능력에 영향을 끼친다. 대조적으로, 신호 대역폭이 낮은 협대역 시스템에서는, 혼선력이 그 신호 대역폭에 집중되어 있을 때는 수신된 신호 질이 심각하게 저하된다.
- 도청 저항. 확산 코드(DS 시스템 내) 또는 주파수 홉 패턴(FH 시스템 내)은 신호가 의도하지 않은 사람이 알 수 없는 경우가 많으며, 이 경우 신호가 신호를 흐리게 하고 이를 감지하는 적이 있을 가능성을 감소시킨다. 더욱이 일정한 소음 전력 스펙트럼 밀도(PSD)의 경우, 스프레드-스펙트럼 시스템은 좁은 대역 시스템과 같이 확산되기 전에 비트당 동일한 양의 에너지가 필요하며, 따라서 확산 전의 비트 전송률이 동일하지만, 신호 전력이 큰 대역폭에 분산되기 때문에 신호 PSD는 훨씬 낮은 빈도를 나타낸다.노이즈 PSD보다 현저히 낮아서, 상대방은 신호가 존재하는지 여부를 전혀 판단할 수 없을 수 있다. 그러나 미션 크리티컬 애플리케이션, 특히 상업적으로 이용 가능한 라디오를 사용하는 애플리케이션의 경우 스프레드-스펙트럼 라디오는 본질적으로 적절한 보안을 제공하지 않는다.단지 전파 스펙트럼 라디오를 사용하는 것 자체는 통신 보안에 충분하지 않다.
- 퇴색에 대한 저항. 스프레드-스펙트럼 신호에 의해 점유되는 높은 대역폭은 주파수의 다양성을 제공한다. 즉, 신호가 전체 대역폭에 걸쳐 소멸되는 심각한 다중 경로에 직면할 가능성은 거의 없으며, 다른 경우에는 레이크 수신기를 사용하여 신호를 감지할 수 있다.
- 코드 분할 다중 액세스(CDMA) 또는 코드 분할 멀티플렉싱(CDM)으로 알려진 다중 액세스 기능. 여러 명의 사용자가 다른 k 코드를 사용하는 한 동일한 주파수 대역에서 동시에 전송할 수 있다.

## 주파수 도약의 발명
비록 텔레펑켄이 이전에 그것을 사용하고 있었다고 진술하고 있지만, 주파수 점핑은 라디오의 선구자 조나단 젠넥의 1908년 독일 책 무선 텔레그래피로 거슬러 올라간다. 제1차 세계 대전에서 독일군에 의한 사용이 제한되었고, 1929년 폴란드 기술자 레오나르도 다닐레위츠에 의해 제안되었으며, 1903년 Willem Broertjes (미국 특허 1,869,659, issued Aug. 2, 1932), 그리고 SIGSALY라는 극비 미 육군 신호군 제2차 세계 대전 통신 시스템에 나타났다.
1차 세계 대전 중 할리우드 여배우 헤디 라마르와 전위 작곡가인 조지 안테일의 골든 에이지가 연합 어뢰에 사용하기 위한 의도된 방해 저항 무선 유도 시스템을 개발하여, 1942년 8월 11일 US Patent 2,292,387"비밀 통신 시스템"에 의거한 이 장치를 특허로 특허 출원했다. 그들의 접근방식은 주파수 조정이 종이플레이어 피아노 롤로 이루어졌다는 점에서 독특했다-이것은 결코 실행되지 않은 새로운 접근방식이다.

## 분산 스펙트럼 클럭 신호 생성기

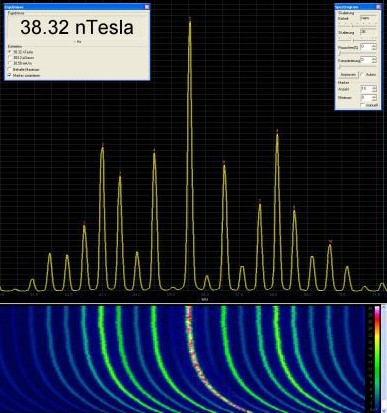
Spread spectrum of a modern switching power supply (heating up period) incl. waterfall diagram over a few minutes. Recorded with a NF-5030 EMC-Analyzer.

분산 스펙트럼 신호 생성기(SSCG)는 일부 동기식 디지털 시스템, 특히 마이크로프로세서를 포함하는 시스템에서 발생하는 전자기 간섭(EMI)의 스펙트럼 밀도를 줄이기 위해 사용된다. 동기식 디지털 시스템은 클럭 신호에 의해 구동되며 주기성 때문에 어쩔 수 없이 좁은 주파수 스펙트럼을 가진다.  완벽한 클럭 신호라면 스펙트럼의 모든 에너지를 단일 주파수(원하는 클럭 주파수)와 그 고조파에 집중시킬 것이다. 실제 동기식 디지털 시스템은 클럭 주파수와 그 고조파에 퍼져 있는 다수의 좁은 대역에서 전자기 에너지를 방출하는데, 특히 특정 주파수에서 전자기 간섭에 대한 규제 한계를 초과할 수 있는 주파수 스펙트럼(예: 미국의 FCC, 일본의 JEITA, 유럽의 IEC의 주파수)에서 방출한다.
확산-스펙트럼의 클로킹은 복사 에너지 최고점을 줄이기 위해 앞에서 설명한 방법 중 하나를 사용하여 이 문제를 방지하며, 따라서 그 전자파 방출은 전자기 호환성(EMC) 규정을 준수한다.
단순한 장비 개조만 하면 되기 때문에 규제 승인을 얻는 데 인기 있는 방식이 되었다.게다가 그것은 더욱 빠른 클럭 속도와, 작은 장치의 고해상도 LCD 디스플레이를 훨씬 많이 통합할 수 있어 휴대용 장치에서는 훨씬 더 인기가 있다. 이러한 기기는 가볍고 값싸게 설계되었기 때문에 콘덴서나 금속 차폐와 같은 EMI를 줄이기 위한 기존의 패시브 기법들은 사용하기 힘들다. 이러한 경우 분산 스페그럼 클로킹과 같은 능동 EMI 감소 기법이 필요하다.
그러나 다른 종류의 동적 주파수 변화와 마찬가지로 분산 스펙트럼 클럭도 제작자에게 문제를 일으킬 수 있다. 이중 가장 문제가 되는 것이 클럭/데이터 정렬 불량과 시간 지연이다.
이 방법은 총 방출 에너지를 감소시키지 않으며, 따라서 시스템이 반드시 간섭을 일으킬 가능성은 낮지 않다는 점에 주의해야 한다. 에너지를 더 큰 대역폭에 분산시키면 좁은 대역폭 내에서 전기적 및 자기적 판독을 효과적으로 줄일 수 있다. 전자기 간섭 시험소가 사용하는 대표적인 측정 수신기는 전자기 스펙트럼을 약 120 kHz 폭의 주파수 대역으로 나눈다. 시험 중인 시스템이 좁은 대역폭으로 모든 에너지를 방출한다면, 그것은 큰 최고점을 기록할 것이다. 이 동일한 에너지를 더 큰 대역폭으로 분배하면 시스템이 법정 한계를 초과하기 위해 하나의 좁은 대역에 충분한 에너지를 투입하는 것을 방지할 수 있다. 이 방법의 실제 간섭 문제를 줄이기 위한 수단으로서의 유용성은 EMC 법률이나 인증 절차의 허점을 단순히 이용함으로써 더 높은 복사 에너지 문제를 해결하기 보다는 숨어 있다고 인식되기 때문에 종종 논의된다. 이러한 상황은 좁은 대역폭에 민감한 전자 장비가 훨씬 적은 간섭을 느끼게 하는 반면, 광대역으로 운영되거나 다른 주파수로 작동되는 전자 장비는 더 많은 간섭을 느끼게 된다.
FFCC 인증 시험은 측정된 배출물을 허용 가능한 법적 한도 이내로 줄이기 위해 스프레드-스펙트럼 기능을 활성화한 상태로 완료되는 경우가 많다. 그러나 경우에 따라 사용자가 스프레드-스펙트럼 기능을 비활성화할 수 있다. 예를 들어, 개인용 컴퓨터 영역에서 일부 BIOS 작성자는 사용자 설정으로 스프레드-스펙트럼 클럭 생성을 비활성화하여 EMI 규정의 대상을 물리치는 기능을 포함한다. 이는 허점으로 간주될 수 있지만, 기본적으로 스프레드스펙트럼이 활성화되어 있는 한 일반적으로 간과되고 있다.
컴퓨터 시스템에서 분산 스펙트럼 클럭을 비활성화하는 기능은 오버클럭에 유용한 것으로 간주된다. 분산 스펙트럼은 시간 지연으로 인해 달성 가능한 최대 클럭 속도를 낮출 수 있기 때문이다.

## 같이 보기
- 전자파 적합성
- 전자파장애
- 주파수 도약 확산 스펙트럼
- 헤디 라마르
- 초광대역